# 大口町温水プール
オークマ温水プール（-おんすい - ）は、愛知県丹羽郡大口町にある町営の温水プールである。

## 年表
- 1982年（昭和57年）10月10日 - 大口町温水プールが開業。
- 2010年（平成22年）4月1日 - 管理運営を指定管理者「特定非営利活動法人ウィル大口スポーツクラブ」へ委託。
- 2021年（令和3年）8月4日 - 大口町がオークマ株式会社とネーミングライツ契約を締結。これに伴いオークマ温水プールという愛称が命名された[1]。愛称の使用期間は、2021年10月1日から2026年9月30日まで。

## 施設
- 競泳プール（25ｍプール）
- 幼児プール
- ロッカー室
- 駐車場
- 駐輪場
- 大口町生涯学習課

## 催事
- 大口町スイムフェスティバル
- プールまつり

## 利用者
大口町民の利用も多いが江南市民の利用も多い。

## 所在地
- 愛知県丹羽郡大口町伝右一丁目47

## 交通手段
- 大口町コミュニティバスの「健康文化センター」バス停下車、徒歩で約2分。